# Квічаль тибетський
Квіча́ль тибетський (Zoothera salimalii) — вид горобцеподібних птахів родини дроздових (Turdidae). Мешкає в Гімалаях. Вид названий на честь індійського орнітолога Саліма Алі. Описаний у 2016 році.

## Таксономія

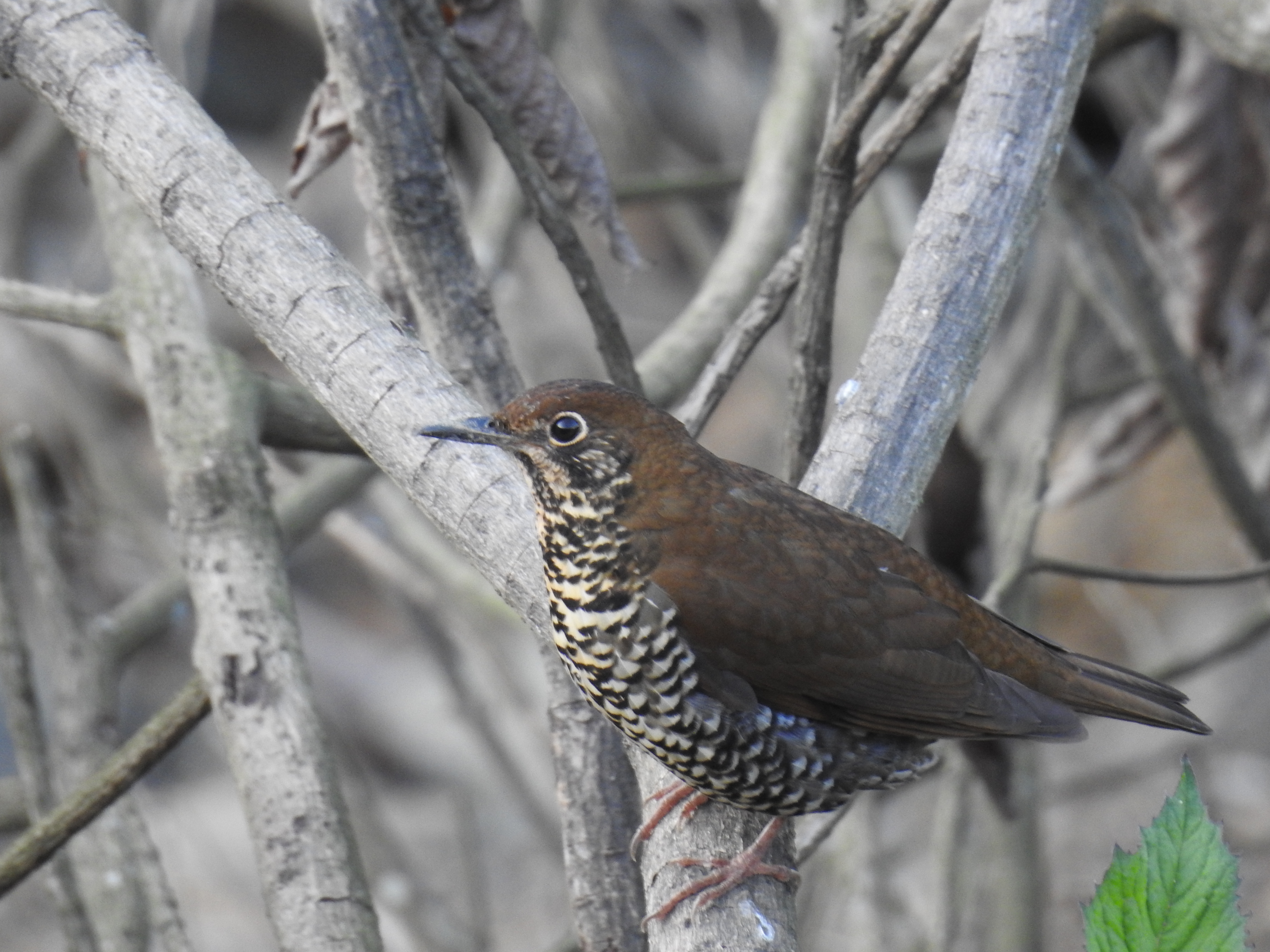
Тибетський квічаль

Тибетський квічаль раніше входив до видового комплексу гімалайського квічаля, однак результатами молекулярно-філогенетичного дослідження показали, що ці два види розділилися від 3 до 6 млн років тому.

## Опис
Довжина птаха становить 25-27 см. Верхня частина тіла переважно рудувато-коричнева, нижня частина тіла світла, сильно поцятковані чорними лускоподібними плямками. Порівняно з гімалайським квічалем, верхня частина тіла у тибетського квічаля більш руда, смуги на крилах менш помітні, дзьоб короший, знизу більш темний, крила коротші, пристосовані до маневрування між деревами в лісі. Порівняно з сичуанським квічалем, у тибетського квічаля лапи, хвіст, крила і дзьоб коротші, візерунок на обличчі більш чіткий.

## Поширення і екологія
Тибетські квічалі гніздяться в східних Гімалаях, від Сіккіма і Дарджилінга у Північно-Східній Індії до південного і південно-східного Тибету та західного Юньнаню, Взимку частина популяції мігрує в долини. В Східних Гімалаях тибетські квічалі живуть в хвойних і мішаних гірських лісах з густим підліском, на висоті від 3430 до 3800 м над рівнем моря. В Західному Бенгалі і Бутані вони спостерігалися на нижчих висотах, на висоті 3200 і 3390 м над рівнем моря відповідно. В Юньнані тибетські квічалі живуть серед стрімких гірських схилів, порослих рододендроном і бамбуком, місцями хвойними деревами, на висоті від 3350 до 3550 м над рівнем моря, дещо вище верхньої межі лісу.